# Muzeum Rzeźby Alfonsa Karnego
Muzeum Rzeźby Alfonsa Karnego – muzeum biograficzne Alfonsa Karnego, znajdujące się w zabytkowej, drewnianej willi gen. von Driesena w Białymstoku. Gromadzi dzieła rzeźbiarza, dokumentuje artystyczną działalność artysty, organizuje ekspozycje sztuki współczesnej w zakresie malarstwa, rzeźby, grafiki, fotografii oraz prowadzi działalność edukacyjną ze szczególnym uwzględnieniem potrzeb osób z dysfunkcją wzroku i słuchu oraz z niepełnosprawnością intelektualną.
Ekspozycje stałe: Portrety wielkich Polaków, Pracownia rzeźbiarza, Historia życia twórczego, Sztuka dawna i współczesna z kolekcji artysty.

## Alfons Karny
Alfons Karny był rzeźbiarzem urodzonym w Białymstoku, ale działającym głównie w Warszawie i uznawanym za jednego z najwybitniejszych przedstawicieli tzw. warszawskiej szkoły rzeźby. Zbiór jego dzieł to w większości realistyczne wizerunki sławnych ludzi, m.in. Mikołaja Kopernika, Ignacego Paderewskiego, Alberta Einsteina, Ernesta Hemingwaya.